# Club Test 01
Club Test 01 è un EP del gruppo musicale italiano Bloom 06, pubblicato il 28 novembre 2008.

## Tracce
1. Between the lines - [album mix] - 6:01
2. Blue (Da Ba Dee) - [Bloom 06 2008 extended concept] - 7:44
3. Being not like you - [elektro pop remix] - 4:38
4. Welcome to the zoo - [D-Deck RMX] - 5:54

## Formazione
- Jeffrey (Gianfranco Randone) - voce, chitarre, ritmiche, campionamenti, sequencer
- Maury (Maurizio Lobina) - tastiere, synth, archi, ritmiche, campionamenti, cori